# Etherpad
Etherpad (по-рано известен като EtherPad) е уеб-базиран текстов редактор за съвместна работа в реално време, позволяващ на авторите едновременно да редактират текстов документ, който се вижда от всички участници в реално време, с възможност за показване на всеки авторски текст в различен цвят. В страничната лента има прозорец за чат, който позволява мета комуникация.
За първи път софтуерът дебютира през ноември 2008 г., но през декември 2009 г. е придобит от Гугъл и по-късно през същия месец е обявен за софтуер с отворен код. Няколко услуги вече използват Etherpad софтуер, например PiratePad, board.net, Telecomix Pad, Framapad и др. По-нататъшното развитие на софтуера се координира от фондация Etherpad.

## Характеристики и реализация
Всеки може да създаде нов съвместен документ, известен като „pad“ (подложка). Той има собствен URL адрес, и всеки, който го знае, може да редактира създавания колективно документ и да участва в съпътстващия го чат. Възможно е документът да се защити с парола при необходимост. Всеки участник има име, а редакциите му се отбелязват с различен цвят.
Софтуерът автоматично запазва документа през редовни, кратки интервали от време, но участниците могат да записват определени версии (checkpoints) по всяко време. Внасянето на направените промени се реализира с оперативна трансформация (operational transform). Предвиден е „времеви плъзгач“, който позволява на всеки да види историята на промените. Документът може да се изтегли в текстов формат, HTML, OpenDocument, Microsoft Word или pdf формат.
Скоро след появата му JavaScript кодът е предоставен за автоматично маркиране.
Etherpad сам по себе си е реализиран чрез JavaScript върху платформа AppJet, като функционалността му в реално време се постига благодарение на Comet стрийминг.
При неговото стартиране Etherpad е първото по рода си уеб приложение, което постига истински резултати в реално време – нещо, което дотогава е постигано само от десктоп приложения като SubEthaEdit (Мак), Gobby, или MoonEdit (и двете са междуплатформен софтуер). Съществуващите съвместни уеб-редактори по това време са постигали само приблизително реално време.
Клиентската част на текстовия редактор Etherpad и неговата разновидност Etherpad Lite се реализират чрез текстов редактор Appjet, вътрешен за браузъра, написан на JavaScript.